# Колалто (Ријети)
Колалто је насеље у Италији у округу Ријети, региону Лацио.
Према процени из 2011. у насељу је живело 16 становника. Насеље се налази на надморској висини од 1046 м.